# Bleidenstadt
Bleidenstadt is een plaats in de Duitse gemeente Taunusstein, deelstaat Hessen, en telt 7460 inwoners (2008).